# Christine Lindemann
Christine Tine Lindemann, född 8 september 1970 i Stadthagen, Tyskland är en tysk före detta handbollsmålvakt.

## Karriär
Via  klubbarna SV Münster och Eintracht Lüneburg kom hon till TuS Walle Bremen Med Bremenklubbe vann hon fem mästerskap, tre tyska  cupsegrar och en gång cupvinnarcupen i handboll. Efter ett spelår för den norska klubben Stabæk IF återvände hon till Tyskland och spelade i två år i Buxtehuder SV. 1999 blev hon utlandsproffs för andra gången och flyttade till den danska klubben Randers HK. Med Randers spelade hon finalen i  City Cup under sin första säsong. Från oktober 2000 var hon tvungen att  göra ett speluppehåll till februari 2002 på grund av körtelfeber. 2004 lämnade hon Randers HK och spelade sedan för den danska klubben KIF Kolding tills hennes kontrakt löpte ut 2009.
Tine Lindemann spelade från 1994 147 landskamper för Tysklands damlandslag i handboll. Hennes främsta merit var en tredjeplats vid VM 1997. 1996 deltog hon i Olympiska sommarspelen i Atlanta med tyska landslaget och slutade sexa. Hon spelade också för landslaget i beachhandboll. Lindemann, som har B-licens som tränare, har arbetat som målvaktstränare på HL Buchholz 08-Rosengarten sedan januari 2017.

## Meriter i klubblag
- Tysk mästare 1991, 1992, 1994, 1995, 1996 med TuS Walle Bremen
- Vinnare av DHB Cup 1993, 1994, 1995 med TuS Walle Bremen
- Cupvinnarcupen 1994 med TuS Walle Bremen